# Judasøre
Judasøre (Auricularia) er en slægt af svampe med ca. arter, der er udbredt over det meste af kloden.
| Beskrevne arter |

- Almindelig Judasøre (Auricularia auricula-judae)
- Auricularia delicata
- Auricularia fuscosuccinea
- Filtet Judasøre (Auricularia polytricha)

| Svampe | Spire Denne artikel om svampe er en spire som bør udbygges. Du er velkommen til at hjælpe Wikipedia ved at udvide den. |